# Mimaletis reducta
Mimaletis reducta är en fjärilsart som beskrevs av Louis Beethoven Prout 1915. Mimaletis reducta ingår i släktet Mimaletis och familjen mätare. Inga underarter finns listade i Catalogue of Life.